# Tsering Gyalpo
Tsering Gyalpo is een Tibetaans tibetoloog.
Tsering Gyalpo studeerde Tibetaanse geschiedenis en hedendaagse cultuur, inclusief religieuze gebruiken en kloosters.
Gyalpo is als professor verbonden aan de Tibet Academy of Social Sciences (TASS), een deelinstituut van de Tibet-universiteit in Lhasa. Hier is hij eveneens onderdirecteur voor het Instituut voor Religieuze Studies. Hij was gastprofessor aan de Universiteit van Wenen, Harvard-universiteit en de Universiteit van Virginia. Samen met de laatste is de Tibet-universiteit een van oprichters van de Tibetan and Himalayan Library. Gyalpo doet voor het project wetenschappelijke bijdragen en veldwerk.
Hij onderzocht vooral in de Tibetaanse Autonome Regio en in het bijzonder Ngari, de regio waar hij zelf vandaan komt. Hij publiceerde in het Tibetaans, Chinees en Engels.

## Projecten
- Cultuur van de regio Jangtang Region, leider van de expedities
- Historische terreinen in Centraal Tibet, co-host
- Lhasa Regioproject, data-onderzoek
- Meru Nyingba-klooster, interne studie
- Ngari-project, directeur
- Orale tradities van Tibet, leider expedities
- Project voor behoud van levende tradities en Tibetaanse folkmuziek, mededirecteur

1. ↑  https://www.wiko-berlin.de/en/fellows/fellowfinder/detail/2014-gyalpo-tsering/.